# 恩返し (相撲)
大相撲における恩返しとは、かつて世話になった者に勝つことである。

## 概要
多くは入門時に世話になった、もしくは若い頃稽古をつけてくれた力士に対して用いる。相撲中継では、主に横綱を相手に初白星を挙げた力士に対し、「見事な恩返し」などと実況される。
同じ部屋に所属する兄弟弟子、あるいは所属部屋が違っても血縁がある(2012年の時点では日本相撲協会規約により4親等以内は所属部屋に関係無く対戦できないと定められている、ただし過去には対戦可能だった時代もある)といった理由により本割で対戦できない場合でも優勝決定戦では対戦するため用いることは可能である。
珍しい例として、玉乃海太三郎は幕下時代（当時福住）に憲兵とケンカして銃殺されそうになった際に、初代若乃花幹士は新十両時代（当時若ノ花）に横綱東富士欽壹に借金を申し込んだのが問題視されて除名されそうになったところを、いずれも横綱羽黒山政司（福住を助けた当時は大関）に助けられた。2人は後に幕内上位へ番付を上げて、羽黒山を破り（若乃花は東富士も破って）恩を返している。
取組以外で用いる例として、該当力士が幕内最高優勝を果たした際の優勝パレードにおける旗手を務める例もあり、これには優勝力士が依頼する場合と旗手を務めたい力士が自ら名乗り出る場合がある。前者の例としては大関朝潮太郎が初優勝を決めた際に十両の富士櫻栄守が旗手を務めたが、これはこの場所を最後に引退した兄弟子へ最後の餞にと朝潮が旗手を依頼したものである。後者の例としては大関小錦八十吉はこの場所平幕の水戸泉政人が初優勝した際に旗手を務めたが、これは小錦が兄弟子への恩返しにと自ら名乗り出た物であった。通常であれば旗手は幕内在位中でなおかつ優勝力士より番付下位または同格の者が務めるが、これらの事情により異例の旗手となった。後に旭天鵬勝が初優勝した際にも横綱白鵬翔が旗手を務めているが、これも後者の意味で白鵬が自ら志願したものである。なお、旭天鵬の優勝パレードでは先代大島親方(元大関旭國斗雄)もオープンカーに乗っていたが、これはこの場所直前に停年を迎えるまで旭天鵬の師匠として面倒を見ており、日本国籍取得にも全面的に協力した旭國への恩返しにと呼んだものである。
また横綱に限り可能なものとして当該力士引退相撲における横綱土俵入りがある。これは佐田の山が出羽錦の引退相撲で実際に行なっている。出羽錦は佐田の山を大変かわいがっており、大関時代には「晋松(佐田の山)が綱を獲ったらワシが太刀を持つからそれまでは引退しない。」と公言していた。結果的にこれには間に合わなかったが、出羽錦引退直後に佐田の山は横綱昇進を果たし、世話になった兄弟子への餞にと行なったものである。